# Борислав Ђукић
Борислав Ђукић (Горње Водичево, код Босанског Новог, 21. септембар 1948) је пензионисани генерал-мајор Српске војске Крајине и Војске Југославије.

## Биографија
Гимназију је завршио 1967. у Босанском Новом, Војну академију копнене војске, смјер пјешадија, 1971. у Београду, Командно-штабну школу копнене војске 1984, а Командно-штабну школу одбране 1988. године. Службовао је у гарнизонима Охрид, Кумбор и Книн.
Службу у ЈНА завршио је на дужности команданта 221. моторизоване бригаде 9. корпуса Војнопоморске области, у чину пуковника. У Војсци Републике Српске Крајине био је од 17. августа 1990. до 14. априла 1994. У чин генерал-мајора унапријеђен је 10. новембра 1993. Био командант Управе посебних јединица милиције, а од априла 1993. начелник Главног штаба Српске војске Крајине. Пензионисан је у Војсци Југославије, 31. децембра 1994. Аутор је пет књига, од којих се издваја "Разбијање Југославије: мјесто и улога Хрватске", која је објављена 2008. године. У јуну и јулу 1992. комбинована бригада милиције Републике Српске Крајине, као помоћ јединицама Војске Републике Српске, учествовала је у операцији Коридор-92. Циљ операције је био повезати западне дијелове Републике Српске и Републике Српске Крајине са Србијом тј. са Савезном Републиком Југославијом. Овом бригадом су заповиједали Милан Мартић и Борислав Ђукић.
На основу међународне потјернице коју је за њим расписала Хрватска због оптужбе да је починио ратне злочине, ухапшен је 18. јула 2015. на аеродрому Тиват у Црној Гори. Заједно са генералом Ратком Младићем, тадашњим командантом 9. Книнског корпуса ЈНА, генералом Милом Новаковићем, тадашњи командант Српске војске Крајине и мајор Милан Корица, тадашњим командантом свих пограничних јединица Милиције Републике Српске Крајине оптужен је за покушај рушења бране Перућа на ријеци Цетини. Хрватска је истрагу покренула 1993. а 13. децембра 1995. подигла је оптужницу. Према оптужници, генерали Младић и Новаковић издали су 28. јануара 1993. године налог Ђукићу и Корици, а они својим потчињенима, да се постави велика количина експлозива и тако брана на Перући припреми за рушење. Постављено је око 30 тона експлозива, након чега су, како се наводи у оптужници, налогодавци повукли своју војску с тог подручја, а експлозив активиран индуктором и детонирајућим штапинима. Због експлозије је дошло до оштећења бране, односно рушења торња на брани, а настала штета процијењена је на 25,55 милиона тадашњих њемачких марака. У оптужници се наводи да је, захваљујући правовременој интервенцији радника ХЕП-а, спријечен "циљ рушења бране - потпуно потапање и довођење у опасност живота више од 50.000 становника градова Сиња, Триља и Омиша смјештених низводно од ријеке Цетине. Окружни суд у Сплиту га је 7. децембра 2020. године, у поновљеном поступку, осудио на десет година затвора. У казну му је урачунато и вријеме проведено у екстрадицијском притвору од средине јула 2015. године до 8. марта 2016. када га је Црна Гора изручила Хрватској.

## Одликовања
У ЈНА одликован је:
- Медаљом за војне заслуге
- Орденом за војне заслуге са сребрним мачевима
- Орденом народне армије са сребрном звијездом
- Орденом за војне заслуге са златним мачевима